# Hellerupkredsen
Hellerupkredsen var til og med 2006 en opstillingskreds i Københavns Amtskreds. Kredsen blev nedlagt i 2007. Området indgår herefter i Gentoftekredsen i Københavns Omegns Storkreds.
Den 8. februar 2005 var der 25.031 stemmeberettigede vælgere i kredsen.
Kredsen rummede i 2005 flg. kommuner og valgsteder::
1. Gentofte Kommune
  1. Hellerup
  2. Maglegård
  3. Ordrup
  4. Skovgård
  5. Skovshoved